# Friedrich von Gärtner (konstnär)
Friedrich von Gärtner, född 1824, död 1905, var en tysk konstnär. Han var son till arkitekten Friedrich von Gärtner.
Friedrich von Gärtner ägnade sig främst åt arkitekturmåleri. De flesta av sina pittoreska motiv hämtade han från Spanien och Marocko.